# Roser Bastida Areny
Roser Bastida Areny, née le 28 septembre 1955, est une femme politique andorrane. 
Elle est membre du parti libéral d'Andorre